# بوتورلينو (نيجني نوفغورود)
بوتورلينو (بالروسية: Бутурлино) هي مدينة في مقاطعة نيجني نوفغورود أوبلاست في روسيا.